# José Manuel González-Páramo
José Manuel González-Páramo (Madrid, 9 de agosto de 1958) es un economista y banquero español, consejero ejecutivo de BBVA desde 2013. Licenciado en Ciencias Económicas por la Universidad Complutense de Madrid (1980), M.A. y M.Phil  en Economía por la Universidad de Columbia en Nueva York (1984 y 1985) es también Doctor en Ciencias Económicas, Universidad Complutense de Madrid y la Universidad de Columbia de Nueva York.
En 2003 fue condecorado con la Gran Cruz del Orden de Alfonso X el Sabio.
Antiguo becario Fulbright, es vicepresidente de la Fundación Consejo España-EE. UU., miembro de la Academia Europea de Ciencias y Artes desde el año 2000, y ha recibido numerosas distinciones, incluyendo la Medalla Carlos V de la Cámara de Comercio Hispano-Alemana por su contribución a una Europa más unida, Premio Institut D’Estudis Financers a la Excelencia Financiera por su trayectoria profesional en 2010 y Premio del Círculo de Empresarios. Además,fue investido como doctor honoris causa en junio de 2011 por la Universidad de Málaga. Y en mayo de 2015, fue elegido académico de número por el pleno de la Real Academia de Ciencias Morales y Políticas, donde ocupa la medalla número 22, que ostentaba el economista José Barea Tejeiro.

## Trayectoria profesional
Desde diciembre de 2016, es presidente para Europa de TransAtlantic Business Council(TABC) . Anteriormente presidía en Europa el TransAtlantic Business Dialoge(TABD) , organismo dependiente del TABC y con el que se fusiona en diciembre de 2016.
Fue miembro del Consejo de Administración de BBVA de junio de 2013 a febrero de 2020 y Chief Officer, Global Economics, Regulation & Public Affairs, y Chairman del International Advisory Board de 2018 a 2020. Desde 2013 es Presidente de European DataWarehouse GmbH , la primera iniciativa europea que desde el sector privado responde a la necesidad de dotar a los mercados de titulización de estándares elevados de transparencia. 
Entre 2004 y 2012 ha sido miembro del Comité Ejecutivo y del Consejo de Gobierno del Banco Central Europeo (BCE). . También ha sido miembro del Comité para la Estabilidad del Sistema Financiero Global del Banco de Pagos Internacionales. En 2012 se incorporó como profesor al IESE Business School.
Fue miembro del Consejo de Gobierno y de la Comisión Ejecutiva del Banco de España (1994-2004).
Entre 1985 y 1994 fue asesor económico en diferentes instituciones públicas y privadas, incluyendo el Ministerio de Economía y Hacienda y el Banco de España. También ha realizado labores de asesoría y consultoría en materias presupuestarias, fiscales y monetarias para instituciones como la Comisión Europea, el FMI y el Banco Mundial. Ha participado y dirigido grupos de trabajo en el Banco de Pagos Internacionales y la OCDE. 
En 1988 accedió a una Cátedra de economía en la UCM, universidad en la que ha impartido cursos de Economía Pública, Economía Europea y Gestión Pública. Ha desarrollado cursos avanzados en análisis económico de las políticas públicas en el Centro de Estudios Monetarios y Financieros, entre otros centros académicos. Sus publicaciones se han concentrado en las políticas monetarias y fiscales, la economía europea, los mercados financieros, los efectos económicos del gasto público y los impuestos, los costes y beneficios de las políticas de estabilización de precios.